# Вулиця Академіка Кіпріанова (Київ, Залізничний район)
Ву́лиця Акаде́міка Кіпріа́нова — зникла вулиця, що існувала в Залізничному, нині Солом'янському районі міста Києва, житловий масив Першотравневий. Пролягала від вулиці Юліуса Фучика до вулиці Петра Ніщинського.

## Історія
Вулиця виникла у середині ХХ століття під назвою Курський провулок. Назву вулиця Академіка Кіпріанова (на честь радянського вченого-хіміка А. І. Кіпріанова) отримала в 1976 року.
Назва вулиці була скасована 1977 року, водночас таку ж назву набула вулиця на житловому масиві Микільська Борщагівка.
Колишня вулиця Академіка Кіпріанова - нині дворовий проїзд, що простягається від вулиці Ніщинського паралельно вулиці Генерала Воробйова. Будинки приписані до вулиці Ніщинського.